# Noctua virgata
Noctua virgata là một loài bướm đêm trong họ Noctuidae.